# 盧巴克冰川
盧巴克冰川（英語：Hlubeck Glacier），是南極洲的冰川，位於埃爾斯沃思地的瑟斯頓島東南部，處於長冰川以西17公里，流經謝爾頓角東部，最終注入阿博特冰架，現時由南極條約體系管理。